# Екатерина Браћевачки Јовановић
Екатерина Браћевачки Јовановић (Катарина Јовановић; 1809 – 1846) била је једна од првих учитељица у Земуну у првој основној „Женској школи“ мало после њеног оснивања, више пута награђивана за свој рад. Постоје подаци да је рођена пре 1809. године или у Новом Саду или у Сомбору, где је, претпоставља се, завршила основну школу и образовала се за звање учитељице. Трећег фебруара 1829. године удала се за Прокоција Браћевачког. Остали су у браку до 1834. године, али није познато да ли се развела или је остала удовица. Године 1840. преселила се у Земун. Пре 1846. године поново се удала, али нема података о њеном супругу, као ни о тачном датуму њене смрти.

## Професија
До 1840. године радила је као „наставница пештанских недораслих девица у Лудовицеуму“. Након тога почела је да ради у Земуну у основној „Женској школи“, мало после њеног оснивања. За свој рад у школи била је награђивана у неколико наврата. Бавила се и поезијом. Била је и сарадница „Србског Народног Листа“, „Летописа Матице српске“ и „Додатка Новина Србских“ у којима је објављивала своје песме. Песме објављене у „Летопису Матице српске“ штампане су у „Антологији српског родољубивог песништва“ у Београду 1967. године.